# Pál Turán
Pál Turán, uváděn i jako Paul Turán (18. srpna 1910 Budapešť, Rakousko-Uhersko – 26. září 1976 Budapešť, Maďarsko) byl maďarský matematik, který pracoval zejména v oblasti teorie čísel, ale i v kombinatorice a teorii grafů. Byl dlouholetým spolupracovníkem Pála Erdőse, za 46 let spolu publikovali 28 společných článků. Známým Turánovým vědeckým výsledkem je Turánova věta, mimořádně důležitá věta v extremální teorii grafů.